# Sepp Thaler
Sepp Thaler (* 9. Juni 1901 in Auer, Südtirol; † 10. März 1982 ebenda) war ein Südtiroler Komponist.

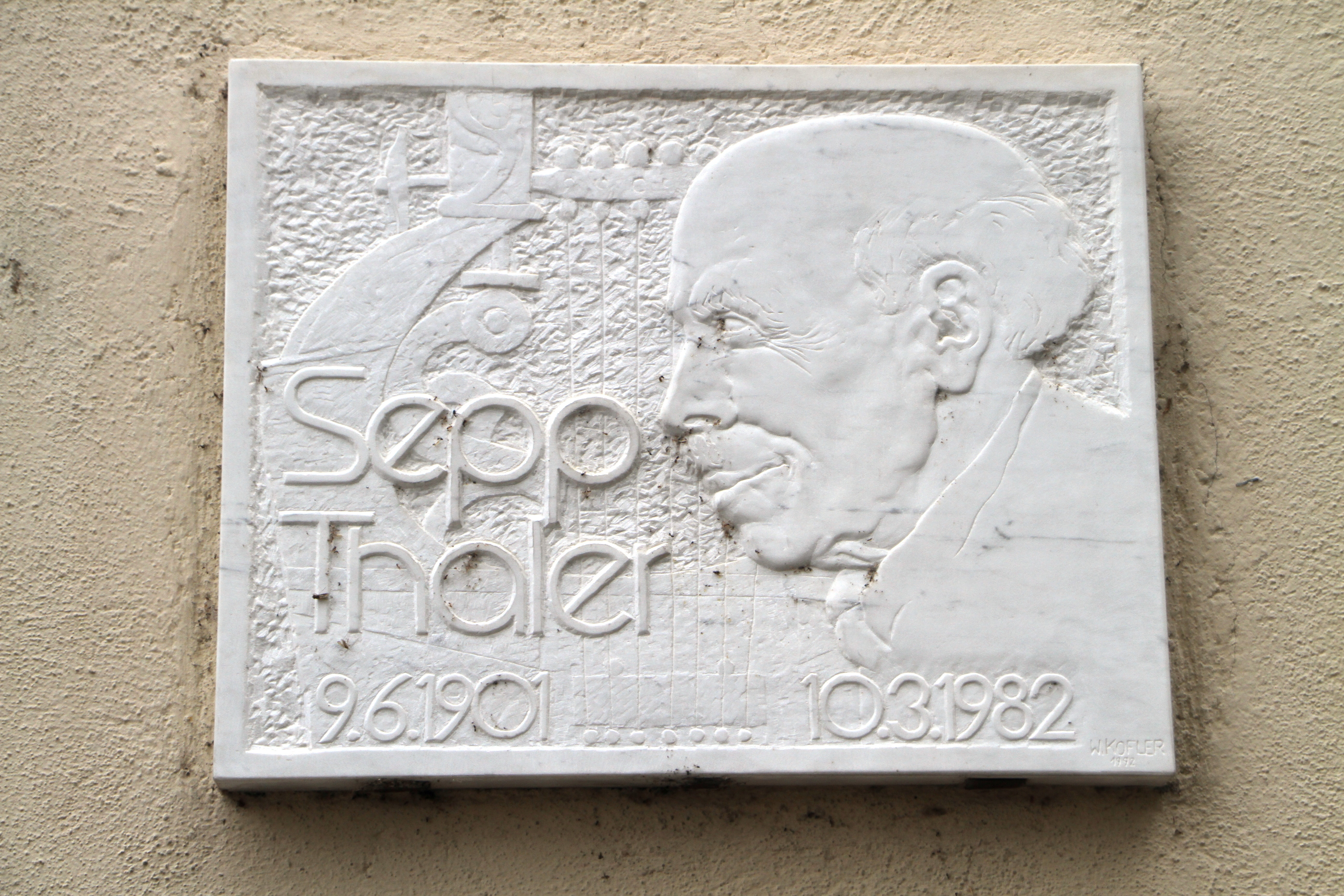
Gedenktafel in Auer

## Leben
Sepp Thaler war in früher Jugend Sängerknabe im Kirchenchor. Sein Vater war Ortschulaufseher, Oberschützenmeister und Mitglied im Kirchenchor. Seine Mutter kam aus einer bekannten Theaterfamilie beim Gasthaus Pausa. Von 1908 bis 1913 erhielt er Gesangs-, Klavier- und Orgelunterricht beim Kooperator Nikolaus Pfaffstaller, welcher ein Schüler vom Komponisten und Kirchenmusiker Ignaz Mitterer war, und Geigenunterricht bei Otto Graf. Seine Eltern führten eine Lebensmittelhandlung, weshalb er ab 1914 die Handelsschule in Feldkirch besuchte. Er wohnte im Internat Stella Matutina und erhielt als Einziger die Erlaubnis, bei Alois Both Unterricht im Orgelspiel zu nehmen. Nach Abschluss der Handelsschule wirkte er ab 1917 bereits als Chorleiter und Organist in seiner Heimatgemeinde Auer, zumal in allen Vereinen in der Kriegszeit Notstand herrschte.
1922 übernahm Sepp Thaler die Kapellmeisterstelle in Auer. 1922 war auch das Jahr der Machtergreifung des Faschismus in Italien. Als Aktivist des nationalsozialistisch orientierten Völkischen Kampfrings Südtirols war Thaler den italienischen Behörden verdächtig und wurde von einem Gericht in Trient zu fünf Jahren Haft verurteilt. Im Zuge des Umsiedlungsabkommens der Option in Südtirol zwischen Adolf Hitler und Benito Mussolini wurden sogenannte deutschaktive politische Häftlinge in Trient enthaftet und zum Brennerpass verbracht und dort den Behörden des Deutschen Reichs übergeben und damit außer Landes geschafft – Sepp Thaler nach sieben Monaten Haftzeit. Über Vermittlung von Sepp Tanzer erhielt er Arbeit beim Volksliedarchiv in Innsbruck. Beide nahmen gemeinsam vier Jahre Privatunterricht bei Josef Eduard Ploner in Harmonielehre und Kontrapunkt. Im gegenseitigen Schriftverkehr nannten sie sich als sogenanntes Kleeblatt mit Sepp I für Ploner, Sepp II für Thaler und Sepp III für Tanzer. Nach dem Fall von Mussolini und der Besetzung von Italien durch deutsche Truppen erhielt Sepp Thaler im September 1943 im Kontext der Operationszone Alpenvorland von Gauleiter Franz Hofer den Auftrag, die Musikkapellen in Südtirol neu aufzubauen. Sepp Thaler lebte nun in Kaltern, wo er die Führung der Musikkapelle übernahm und auch an NS-„Heldenehrungen“ mitwirkte. Erst 1947 übersiedelte er wieder nach Auer.
1948 wurde Sepp Thaler bei der Gründung des Verbandes Südtiroler Musikkapellen zum Verbandskapellmeister gewählt, eine Funktion, die er 32 Jahre bis 1980 innehatte. Thaler leitete 58 Jahre die Musikkapelle von Auer und war 62 Jahre Leiter und Organist des Kirchenchores. Neben einer Vielzahl von Blasmusikwerken komponierte er weltliche und geistliche Chorwerke, mehrere Gelegenheitskompositionen und drei Singspiele.

## Auszeichnungen
- Walther-von-der-Vogelweide-Preis
- Verdienstkreuz des Landes Tirol
- Verdienststern des Verbandes Südtiroler Musikkapellen
- Österreichischer Blasmusikverband: Goldenes Verdienstkreuz
- Goldene Förderermedaille des ASM